# Actinote brychia
Actinote brychia är en fjärilsart som beskrevs av Charles Oberthür 1917. Actinote brychia ingår i släktet Actinote och familjen praktfjärilar. Inga underarter finns listade i Catalogue of Life.